# Poincianella ortegae
Genre
Espèce
Poincianella ortegae est une espèce de plantes à fleurs dicotylédones de la famille des Fabaceae, sous-famille des Caesalpinioideae, originaire du Mexique. C'est l'unique espèce acceptée du genre Poincianella (genre monotypique).